# Royal Rumble (2025)
Royal Rumble 2025, promovat și ca Royal Rumble: Indianapolis, a fost un eveniment de wrestling produs de WWE. A fost cel de-al 38-lea Royal Rumble anual și a avut loc sâmbătă, 1 februarie 2025, pe stadionul Lucas Oil din Indianapolis, Indiana, marcând primul Royal Rumble care nu a avut loc în luna ianuarie. Evenimentul a fost difuzat prin pay-per-view (PPV) și livestreaming și a prezentat luptători din toate cele trei divizii ale mărcii WWE. Acesta a fost primul eveniment PPV și livestreaming al WWE difuzat pe Netflix în majoritatea piețelor din afara Statelor Unite, după fuziunea WWE Network sub serviciu în ianuarie 2025 și primul Royal Rumble care a avut loc pe un stadion al Ligii Naționale de Fotbal.
Evenimentul se bazează pe meciul Royal Rumble, iar câștigătorul primește în mod tradițional un meci pentru Centura Mondială la WrestleMania din acel an. Pentru evenimentul din 2025, câștigătorii masculini și feminini au primit posibilitatea de a alege pentru ce titlu să conteste la WrestleMania 41. Câștigătorul masculin ar putea alege să conteste fie pentru WWE World Heavyweight Championship din RAW, fie pentru WWE Undisputed Championship din Smackdown, în timp ce femeile au avut de ales între Women's World Championship din RAW și WWE Women's Championship din Smackdown. Meciul feminin, care a fost meciul de deschidere, a fost câștigat de Charlotte Flair de la SmackDown, devenind prima femeie care a câștigat două meciuri Royal Rumble, câștigându-l pentru prima dată în 2020, în timp ce meciul masculin, care a fost evenimentul principal al show-ului, a fost câștigat de Jey Uso de la Raw. În meciul feminin, Roxanne Perez de la NXT a stabilit recordul pentru cel mai lung timp petrecut într-un singur Royal Rumble feminin la 1:07:47, în timp ce Nia Jax a stabilit recordul pentru cele mai multe eliminări într-un singur Royal Rumble feminin la nouă. Meciul masculin a stabilit și recordul pentru cel mai lung meci Royal Rumble organizat vreodată la 1:20:15.
Pe lângă cele două meciuri Royal Rumble, pe card s-au disputat alte două meciuri, care au fost pentru centuri din SmackDown. În primul, #DIY (Johnny Gargano și Tommaso Ciampa) i-a învins pe The Motor City Machine Guns (Alex Shelley și Chris Sabin) cu 2–1 într-un meci de două din trei căderi pentru a păstra WWE Tag Team Championship, în timp ce Cody Rhodes l-a învins pe Kevin Owens într-un Ladder match pentru a păstra Undisputed WWE Championship. Evenimentul a avut, de asemenea, revenirea lui Flair, Alexa Bliss, Nikki Bella, AJ Styles și Trish Stratus, primul meci a fostei luptătoare din Total Nonstop Action Wrestling (TNA), Jordynne Grace, în baza unui contract WWE, și o apariție a campionului mondial TNA Joe Hendry. Aceasta a fost și ultima apariție la Royal Rumble a lui John Cena, datorită retragerii sale din wrestling la sfârșitul anului 2025.

## Rezultate
| No.                                         | Rezultat | Tip de meci                                                                      | Timp    |
| ------------------------------------------- | --- | -------------------------------------------------------------------------------- | ------- |
| 1                                           | Charlotte Flair câștigă eliminând-o pe Roxanne Perez                                                                             | Meci Royal Rumble feminin pentru o șansă la un titlu mondial la WrestleMania 41  | 1:10:20 |
| 2                                           | #DIY (Johnny Gargano și Tommaso Ciampa) (c) înving pe The Motor City Machine Guns (Alex Shelley și Chris Sabin) cu scorul de 2–1 | Two out of three falls pentru WWE Tag Team Championship                          | 14:00   |
| 3                                           | Cody Rhodes (c) îl învinge pe Kevin Owens                                                                                        | Meci Ladder pentru Undisputed WWE Championship                                   | 25:05   |
| 4                                           | Jey Uso câștigă eliminându-l pe John Cena                                                                                        | Meci Royal Rumble masculin pentru o șansă la un titlu mondial la WrestleMania 41 | 1:20:15 |
| \| (c) \| – Campionul care intră în meci \| | |                                                                                  |         |
| (c)                                         | – Campionul care intră în meci                                                                                                   |                                                                                  |         |

### Intrări în meciul Royal Rumble feminin
| Număr | Wrestler         | Brand/Status | Eliminată | Eliminată de           | Timp    | Eliminare/Eliminări |
| ----- | ---------------- | ------------ | --------- | ---------------------- | ------- | ------------------- |
| 1     | Iyo Sky          | Raw          | 21        | Nia Jax                | 1:06:45 | 1                   |
| 2     | Liv Morgan       | Raw          | 24        | Nia Jax                | 1:07:00 | 2                   |
| 3     | Roxanne Perez    | NXT          | 29        | Charlotte Flair        | 1:07:47 | 1                   |
| 4     | Lyra Valkyria    | Raw          | 2         | Ivy Nile               | 16:13   | 0                   |
| 5     | Chelsea Green    | SmackDown    | 9         | Piper Niven            | 26:52   | 2                   |
| 6     | B-Fab            | SmackDown    | 1         | Chelsea Green          | 07:20   | 0                   |
| 7     | Ivy Nile         | Raw          | 3         | Maxxine Dupri          | 16:29   | 1                   |
| 8     | Zoey Stark       | Raw          | 5         | Bianca Belair și Naomi | 16:58   | 1                   |
| 9     | Lash Legend      | NXT          | 8         | Chelsea Green          | 17:22   | 0                   |
| 10    | Bianca Belair    | SmackDown    | 23        | Nia Jax                | 49:17   | 1                   |
| 11    | Shayna Baszler   | Raw          | 6         | Bayley                 | 10:12   | 1                   |
| 12    | Bayley           | Raw          | 26        | Nikki Bella            | 46:59   | 1                   |
| 13    | Sonya Deville    | Raw          | 7         | Iyo Sky                | 06:04   | 1                   |
| 14    | Maxxine Dupri    | Raw          | 4         | Pure Fusion Collective | 01:20   | 1                   |
| 15    | Naomi            | SmackDown    | 22        | Nia Jax                | 38:04   | 1                   |
| 16    | Jaida Parker     | NXT          | 10        | Jordynne Grace         | 06:54   | 0                   |
| 17    | Piper Niven      | SmackDown    | 14        | Charlotte Flair        | 24:10   | 1                   |
| 18    | Natalya          | Raw          | 11        | Liv Morgan             | 17:14   | 0                   |
| 19    | Jordynne Grace   | TNA          | 15        | Giulia                 | 22:41   | 1                   |
| 20    | Michin           | SmackDown    | 13        | Charlotte Flair        | 16:59   | 0                   |
| 21    | Alexa Bliss      | Neafiliată   | 12        | Liv Morgan             | 11:01   | 0                   |
| 22    | Zelina Vega      | SmackDown    | 16        | Nia Jax                | 18:04   | 0                   |
| 23    | Candice LeRae    | SmackDown    | 17        | Trish Stratus          | 16:32   | 0                   |
| 24    | Stephanie Vaquer | NXT          | 20        | Nia Jax                | 19:02   | 0                   |
| 25    | Trish Stratus    | HOF          | 18        | Nia Jax                | 13:13   | 1                   |
| 26    | Raquel Rodriguez | Raw          | 19        | Nia Jax                | 15:02   | 0                   |
| 27    | Charlotte Flair  | SmackDown    | —         | Câștigatoare           | 15:04   | 4                   |
| 28    | Giulia           | NXT          | 25        | Roxanne Perez          | 10:08   | 1                   |
| 29    | Nia Jax          | SmackDown    | 28        | Charlotte Flair        | 08:13   | 9                   |
| 30    | Nikki Bella      | HOF          | 27        | Nia Jax                | 03:04   | 1                   |

### Participanții Royal Rumble-ului masculin
| Număr | Wrestler                 | Brand/Status | Eliminat | Eliminat de                | Timp  | Eliminare/Eliminări |
| ----- | ------------------------ | ------------ | -------- | -------------------------- | ----- | ------------------- |
| 1     | Rey Mysterio             | Raw (HOF)    | 6        | Jacob Fatu                 | 24:41 | 0                   |
| 2     | Penta                    | Raw          | 14       | Finn Bálor                 | 42:05 | 1                   |
| 3     | Chad Gable               | Raw          | 5        | Jacob Fatu                 | 21:38 | 0                   |
| 4     | Carmelo Hayes            | SmackDown    | 1        | Bron Breakker              | 06:59 | 0                   |
| 5     | Santos Escobar           | SmackDown    | 2        | Bron Breakker              | 05:42 | 0                   |
| 6     | Otis                     | Raw          | 3        | Bron Breakker & IShowSpeed | 09:43 | 1                   |
| 7     | Bron Breakker            | Raw          | 12       | Roman Reigns               | 22:26 | 3                   |
| 8     | IShowSpeed               | Celebrity    | 4        | Otis                       | 00:56 | 1                   |
| 9     | Sheamus                  | Raw          | 10       | Roman Reigns               | 15:38 | 0                   |
| 10    | Jimmy Uso                | SmackDown    | 13       | Jacob Fatu                 | 15:34 | 0                   |
| 11    | Andrade                  | SmackDown    | 7        | Jacob Fatu                 | 03:17 | 0                   |
| 12    | Jacob Fatu               | SmackDown    | 16       | Braun Strowman             | 24:16 | 4                   |
| 13    | Ludwig Kaiser            | Raw          | 8        | Penta                      | 00:06 | 0                   |
| 14    | The Miz                  | SmackDown    | 9        | Roman Reigns               | 05:25 | 0                   |
| 15    | Joe Hendry               | TNA          | 11       | Roman Reigns               | 03:35 | 0                   |
| 16    | Roman Reigns             | SmackDown    | 25       | CM Punk                    | 37:15 | 4                   |
| 17    | Drew McIntyre            | Raw          | 21       | Damian Priest              | 26:55 | 0                   |
| 18    | Finn Bálor               | Raw          | 18       | John Cena & Braun Strowman | 11:10 | 1                   |
| 19    | Shinsuke Nakamura        | SmackDown    | 15       | Jey Uso                    | 03:17 | 0                   |
| 20    | Jey Uso                  | Raw          | —        | Câștigător                 | 36:59 | 3                   |
| 21    | AJ Styles                | SmackDown    | 24       | Logan Paul                 | 21:02 | 1                   |
| 22    | Braun Strowman           | SmackDown    | 17       | John Cena                  | 02:12 | 2                   |
| 23    | John Cena                | Neafiliat    | 29       | Jey Uso                    | 30:31 | 3                   |
| 24    | CM Punk                  | Raw          | 27       | Logan Paul                 | 18:46 | 2                   |
| 25    | Seth "Freakin" Rollins   | Raw          | 26       | CM Punk                    | 17:14 | 0                   |
| 26    | "Dirty" Dominik Mysterio | Raw          | 19       | Damian Priest              | 04:09 | 0                   |
| 27    | Sami Zayn                | Raw          | 20       | Jey Uso                    | 05:22 | 0                   |
| 28    | Damian Priest            | SmackDown    | 22       | LA Knight                  | 06:14 | 2                   |
| 29    | LA Knight                | SmackDown    | 23       | AJ Styles                  | 05:06 | 1                   |
| 30    | Logan Paul               | Raw          | 28       | John Cena                  | 11:19 | 2                   |

## Producție

#### Background
Royal Rumble este un eveniment anual de wrestling organizat în mod tradițional în ianuarie de WWE din 1988. Este unul dintre cele mai mari cinci evenimente ale anului ale promoției, alături de WrestleMania, SummerSlam, Survivor Series și Money in the Bank, denumite „Big Five”. Conceptul evenimentului se bazează pe meciul Royal Rumble, o luptă eliminatorie în care participanții intră la intervale cronometrate de timp în loc să înceapă toți în ring în același timp.
De la începutul evenimentului în 1988 și până la evenimentul din 2024, Royal Rumble a avut loc anual la sfârșitul lunii ianuarie. Pe 24 iunie 2024, WWE a anunțat un parteneriat cu Indiana Sports Corp., astfel Royal Rumble 2025, precum și un viitor WrestleMania și un viitor SummerSlam, vor fi desfășurate la Lucas Oil Stadium din Indianapolis, Indiana, marcând ulterior primul Royal Rumble care va avea loc pe un stadion al Ligii Naționale de Fotbal (NFL). Data celui de-al 38-lea Royal Rumble anual a fost anunțată pentru sâmbătă, 1 februarie, marcând astfel primul Royal Rumble desfășurat în afara lunii ianuarie. Evenimentul a prezentat în principal luptători din diviziile de marcă Raw și SmackDown, dar câțiva luptători NXT, veterani și alți participanți surpriză au participat și ei la meciurile Rumble. Biletele au fost puse în vânzare pe 15 noiembrie 2024. Melodia oficială a evenimentului a fost „Von Dutch” de Charli XCX.
Meciul Royal Rumble include în general 30 de luptători, iar câștigătorul câștigă în mod tradițional un meci pentru centura mondială la WrestleMania din acel an. Pentru 2025, bărbații și femeile pot alege pentru ce titlu mondial să provoace la WrestleMania 41; bărbații puteau alege World Heavyweight Championship din RAW sau WWE Championship de la SmackDown, în timp ce femeile aveau de ales între  Women's World Championship din Raw și  WWE Women's Championship din SmackDown.

### Difuzare
Pe lângă difuzarea tradițională cu plată-per-vizionare (PPV) în întreaga lume, evenimentul a fost disponibil pentru transmisie live pe Peacock în Statele Unite, Netflix pe majoritatea piețelor internaționale și WWE Network în orice țări rămase care nu s-au transferat încă pe Netflix din cauza contractelor preexistente. Acesta a marcat primul Royal Rumble și primul eveniment WWE PPV și livestreaming, transmis în direct pe Netflix după fuziunea WWE Network sub serviciu în ianuarie 2025 în acele zone.
Pe 9 ianuarie 2025, WWE a anunțat un acord pe mai mulți ani cu Cosm, în care anumite evenimente WWE PPV și livestreaming vor fi transmise din domurile LED imersive cu diametrul de 26 de metri din „realitatea comună” ale Cosm, cu locații în Los Angeles, California și Dallas, Texas (similar cu Sphere din Las Vegas). Primul eveniment WWE care a fost difuzat de pe domurile lui Cosm a fost Royal Rumble din 2025.

## Storyline-uri
Evenimentul a inclus meciuri care au rezultat din scenarii. Rezultatele au fost predeterminate de scriitorii WWE pentru mărcile Raw și SmackDown, în timp ce poveștile au fost produse în emisiunile de televiziune săptămânale ale WWE, Monday Night Raw și Friday Night SmackDown.
Pe 13 noiembrie 2024, a fost anunțat că John Cena va concura la Royal Rumble, care va fi, la rândul său, ultima sa apariție la Royal Rumble, așa cum Cena a anunțat la Money in the Bank 2024 că se va retrage la sfârșitul anului 2025. În timpul premierei Raw pe Netflix din 6 ianuarie 2025, Cena și-a anunțat că va avea ocazia să concureze la Royal Rumble pentru a câștiga o oportunitate de a deveni de 17 ori campion mondial la WrestleMania 41.
La Bad Blood în octombrie 2024, campionul incontestabil WWE Cody Rhodes și-a pus deoparte diferențele cu rivalul de multă vreme Roman Reigns pentru a înfrunta The Bloodline (Solo Sikoa și Jacob Fatu), meci care a fost câștigat de Rhodes și Reigns. În urma evenimentului, fanii au capturat imagini cu Kevin Owens având o altercație cu Rhodes în parcare în timp ce acesta intra în autobuz, care a culminat cu Owens atacându-l pe Rhodes, devenind heel. Owens a considerat că Rhodes face echipă cu Reigns ca o trădare din cauza problemelor anterioare ale lui Owens cu Reigns și cu Bloodline-ul original. Rhodes și Owens s-au înfruntat în cele din urmă la SNME din 14 decembrie pentru titlu și datorită temei retro a evenimentului din anii 1980, Rhodes a purtat versiunea Winged Eagle a centurii WWE Championship. În timpul meciului, Owens a executat un Stunner pe Rhodes și a pus pin-ul, care a durat mai mult de 3 secunde, dar arbitrul fusese eliminat din ring din greșeală când Owens lovise Stunner-ul. În timp ce arbitrul era încă afară, Owens a luat un scaun și a încercat să-l atace pe Rhodes doar pentru ca Rhodes să-l apuce și să-i facă o Cross Rhodes lui Owens pe scaun. Ulterior, arbitrul și-a revenit și a numărat pinul, astfel Rhodes și-a păstrat titlul. După ce evenimentul a ieșit din aer, Owens l-a atacat pe Rhodes cu un piledriver și a furat centura Winged Eagle, pretinzând ulterior că este „adevăratul campion”. În episodul din 27 decembrie din SmackDown, directorul general Smackdown, Nick Aldis, i-a cerut lui Owens să-i returneze centura Winged Eagle lui Cody sau va fi concediat. Owens a declarat că i-ar da înapoi doar dacă ar primi o revanșă împotriva lui Rhodes. Aldis a refuzat și a spus că cererea nu este negociabilă. Rhodes l-a întrerupt și a declarat că nu vrea ca Owens să-l returneze, deoarece dorea o șansă de a se răzbuna pe Owens și să o ia el însuși, provocându-l astfel pe Owens la o revanșă într-un meci ladder la Royal Rumble, cu centurile Undisputed și Winged Eagle suspendate deasupra ringului. Aldis a oficializat meciul fără tragere de inimă.
După ce a pierdut WWE Tag Team Championship în august 2024, #DIY (Tommaso Ciampa și Johnny Gargano) a promis că va face tot ce este necesar pentru a-și recâștiga titlul. Cu toate acestea, în acest timp, au existat semne de disensiuni între Ciampa și Gargano, pe măsură ce primul a căpătat un caracter mai agresiv. În episodul din 15 noiembrie din SmackDown, Ciampa a întrerupt un meci pentru titlu dintre The Street Profits (Angelo Dawkins și Montez Ford) și campionii The Motor City Machine Guns (Alex Shelley și Chris Sabin), atacând ambele echipe, în timp ce Gargano încerca să-l calmeze. În episodul din 6 decembrie, #DIY l-a învins pe Motor City Machine Guns pentru a-și recâștiga titlul după ce Gargano l-a lovit pe Sabin cu un lowblow, dezvăluind că disensiunea a fost o șmecherie, făcându-i pe ambii bărbați heel în acest proces. O revanșă între cele două echipe a avut loc în episodul din 3 ianuarie 2025, dar meciul s-a încheiat fără rezultat după ce o ceartă între Los Garza (Angel și Berto) și Pretty Deadly (Elton Prince și Kit Wilson) s-a vărsat în ring. În episodul din 17 ianuarie, Motor City Machine Guns l-a învins pe Los Garza, iar apoi pe Pretty Deadly săptămâna următoare. Mai târziu în acea noapte, Motor City Machine Guns a anunțat că #DIY va apăra titlul împotriva lor la Royal Rumble într-un meci two out of three falls, care a fost oficializat.

## Eveniment

### Meciuri secundare
Pay-per-view-ul a început cu meciul Women's Royal Rumble. Iyo Sky și Liv Morgan au început meciul la #1 și, respectiv, #2. Mai 

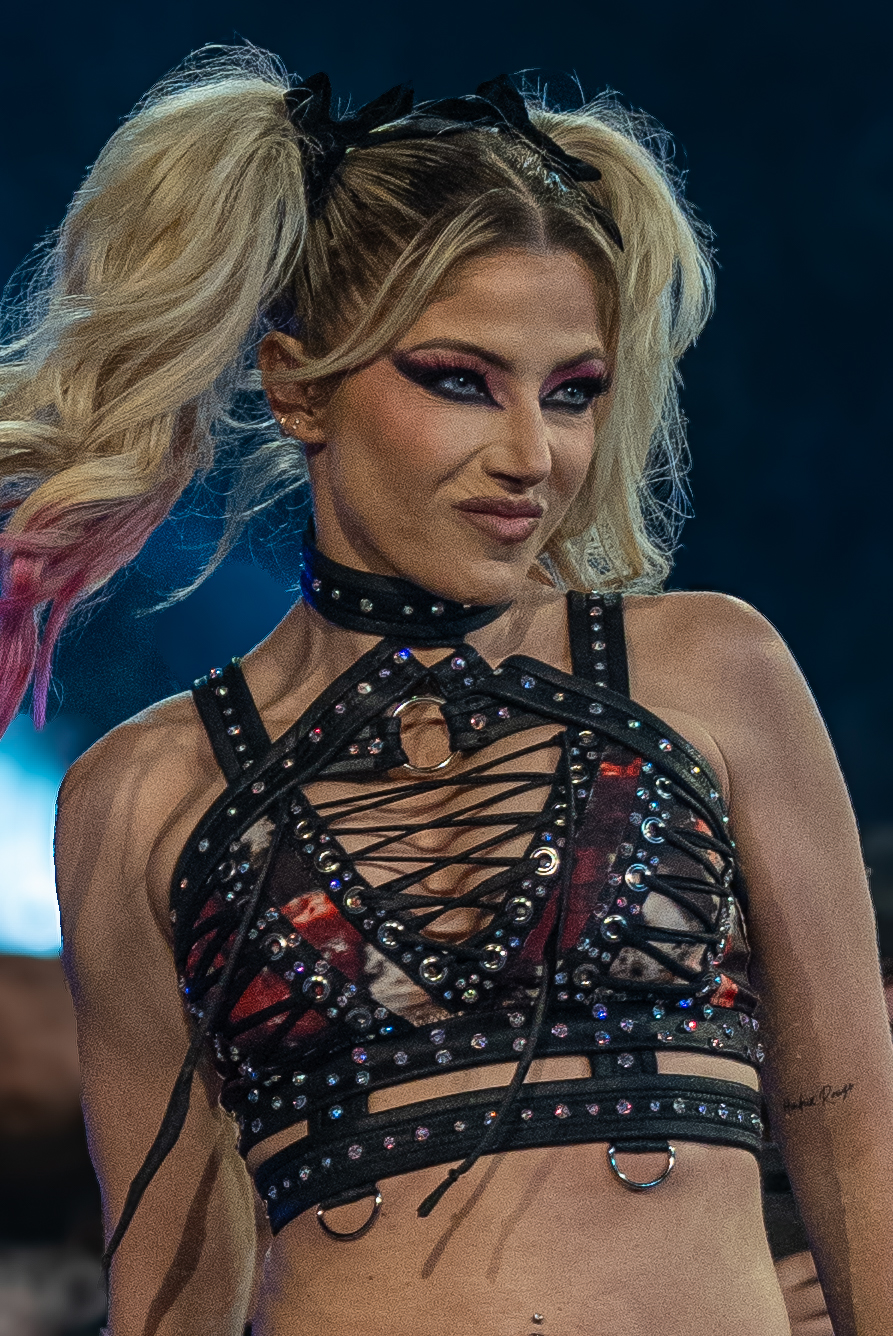
Alexa Bliss,care revine la Royal Rumble

multe femei au intrat în meci de la NXT: Roxanne Perez (# 3), Lash Legend (# 9), Jaida Parker (# 16), Stephanie Vaquer (# 24) și  NXT Women's Champion Giulia (# 28). De asemenea, în meci s-au aflat și cele două campioane secundare din Main Roster:  Women's Intercontinental Champion din Raw Lyra Valkyria (#4) și Women's United States Champion din SmackDown Chelsea Green (#5). Fosta luptătoare din Total Nonstop Action Wrestling (TNA), Jordynne Grace, care tocmai semnase un contract pe mai mulți ani cu WWE, a intrat în meci cu numărul 19, marcând primul ei meci oficial ca luptătoare WWE. Au existat, de asemenea, mai multe reveniri: Alexa Bliss (#21), care fusese plecată de doi ani în concediu de maternitate, Charlotte Flair (#27), a cărei revenire a fost anunțată cu câteva săptămâni înainte pe SmackDown, și membrii WWE Hall of Fame Trish Stratus (#25) și Nikki Bella (#30). Nia Jax (#29) a stabilit recordul pentru cele mai multe eliminări într-un singur meci feminin Royal Rumble la nouă, eliminând-o pe Sky, Morgan, Campioanele WWE Women’s Tag Team Bianca Belair (#10) și Naomi (#15), Zelina Vega (#22), Vaquer, Stratus, Raquel Rodriguez (#26) și Bella. Ultimele patru au fost Flair, Bella, Perez și Jax. În ultimele momente, după ce Jax a eliminat-o pe Bella, Flair a eliminat-o pe Jax. Flair a eliminat-o apoi pe Perez pentru a câștiga meciul, câștigând un meci pentru titlul mondial la WrestleMania 41 și devenind prima femeie care a câștigat două Royal Rumble-uri, câștigând anterior în 2020. De asemenea, Perez a stabilit 

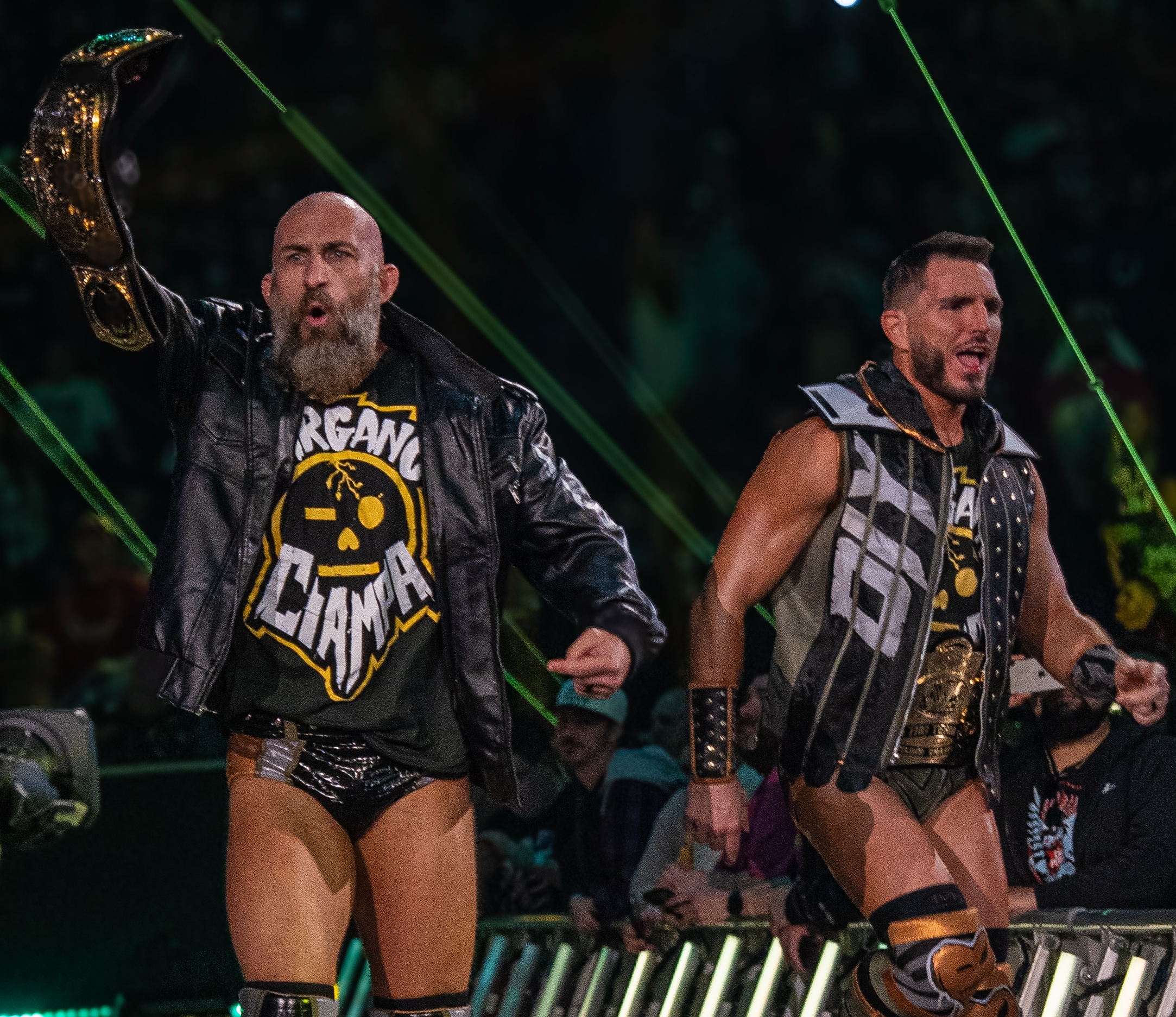
DIY RR25

recordul pentru cel mai lung timp petrecut într-un singur meci Women's Rumble la 1:07:47.
În continuare, #DIY (Tommaso Ciampa și Johnny Gargano) a apărat WWE Tag Team Championship împotriva The Motor City Machine Guns (Alex Shelley și Chris Sabin) într-un meci two out of three falls. #DIY a câștigat prima stipulație după ce Ciampa a pus pin-ul pe Shelley după o lovitură de genunchi. Motor Machine Guns au egalat după ce Shelley a pus pin-ul pe Gargano executând manevra Skull and Bones. Pe măsură ce The Motor City Machine Guns s-au pregătit din nou pentru Skull and Bones, au apărut doi bărbați cu glugă, ceea ce le-a distras atenția lui Shelley și Sabin, permițând #DIY să-i lovească cu manevra Meet in the Middle, iar Ciampa a pus pin-ul pe Shelley pentru a-și păstra titlurile. După meci, The Street Profits (Angelo Dawkins și Montez Ford) s-au dezvăluit ca fiind figurile cu glugă.

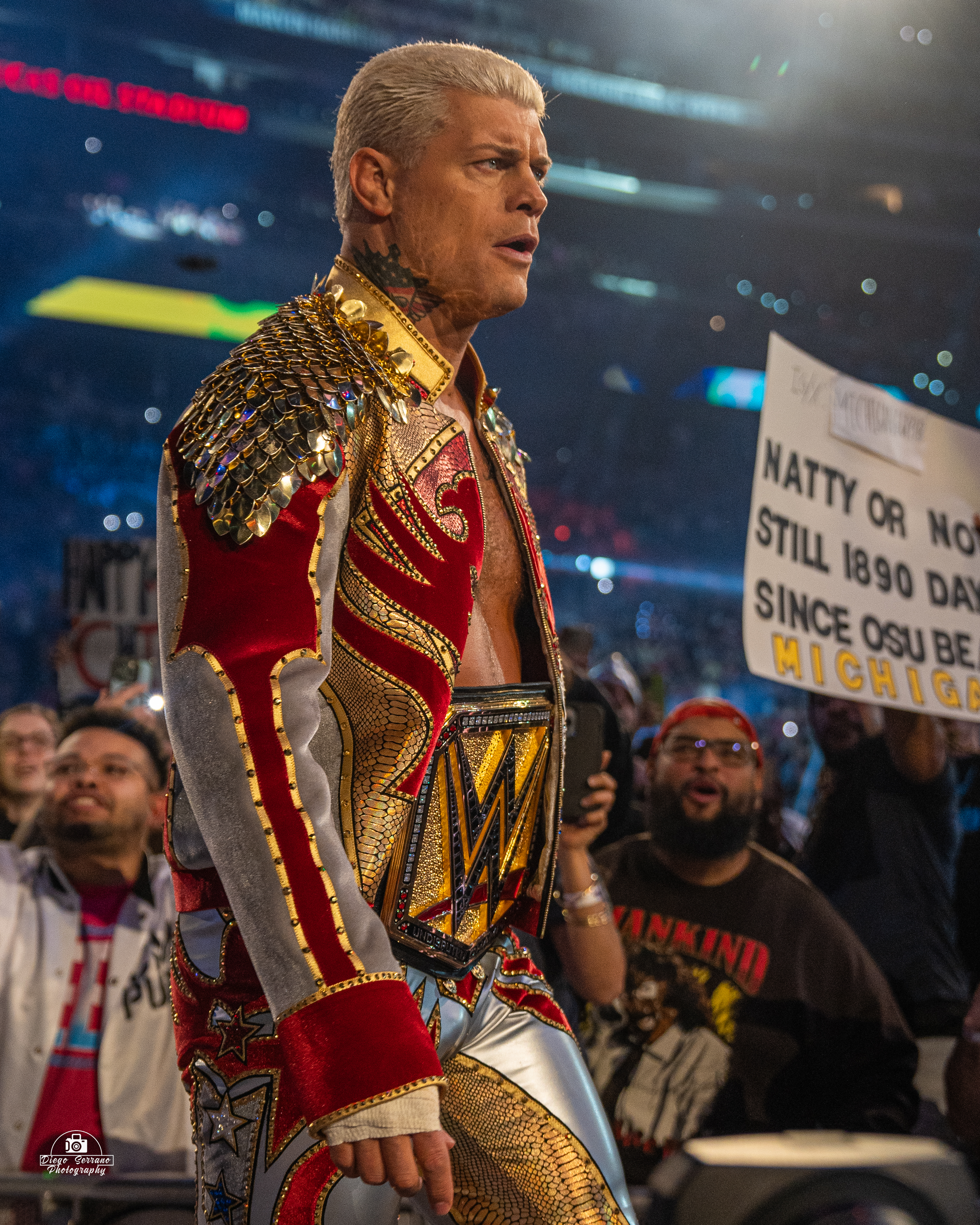
Cody Rhodes Royal Rumble 2025

În penultimul meci, Cody Rhodes a apărat Undisputed WWE Championship împotriva lui Kevin Owens într-un meci Ladder. Atât centura Undisputed, cât și Winged Eagle au fost suspendate deasupra ringului. În timpul meciului, Owens a încercat un Package Piledriver, dar Rhodes a contracarat, lăsându-l înapoi pe Owens pe o scară. Owens l-a lovit cu un Fisherman's Buster Suplex pe Rhodos pe o scară în interiorul ringului, oficialii, precum și Sami Zayn, au venit să-i verifice. Cei doi au continuat până când Owens a încercat un alt Package Piledriver pe masa comentatorilor, dar Rhodes a contracarat, aruncându-l pe Owens printr-o scară cu un Alabama Slam. Cody a urcat apoi pe scară și a desprins ambele titluri pentru a câștiga meciul.

### Main Event
Main Event-ul a fost meciul masculin Royal Rumble. Rey Mysterio și Penta au început meciul la #1 și, respectiv, #2. Akira Tozawa a intrat cu numărul 8 dar a fost atacat de Carmelo Hayes (#4), care tocmai fusese eliminat; Tozawa a fost dus în spate și considerat incapabil să concureze și a fost înlocuit de YouTuber-ul IShowSpeed. Speed a intrat în meci, dar a fost lovit cu un spear de campionul intercontinental al Raw Bron Breakker (#7) și a fost eliminat. Campionul Mondial TNA  Joe Hendry (#15) a intrat în meci ca un participant surpriză. Roman Reigns a intrat cu numărul 16 și i-a eliminat pe Breakker, Sheamus (# 9), Hendry și The Miz (# 14). Drew McIntyre a intrat cu numărul 17, iar campionul SmackDown al Statelor Unite, Shinsuke Nakamura,

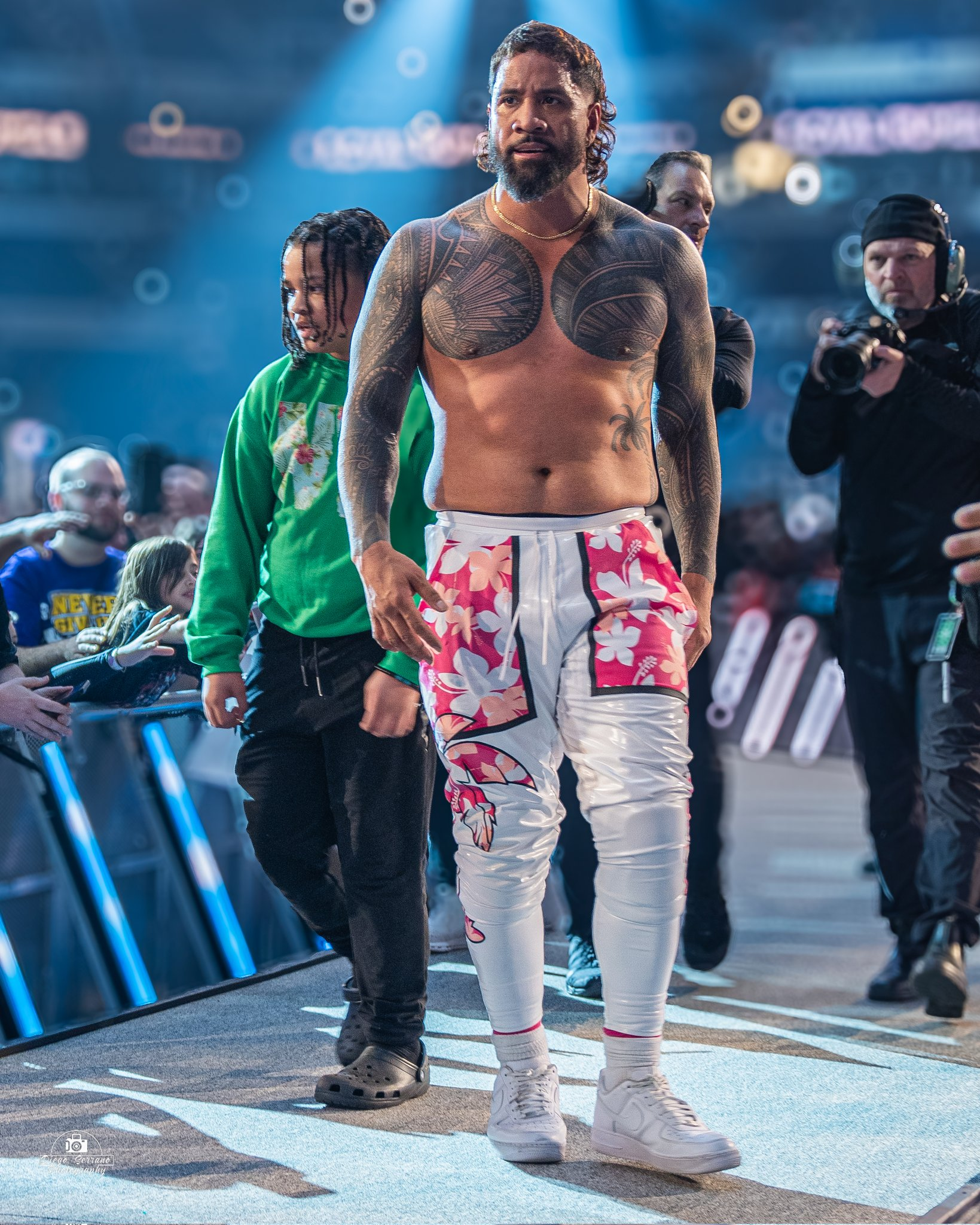
Jey USO, câștigătorul meciului.

a intrat cu numărul 19. AJ Styles s-a întors de la accidentare la locul 21. Braun Strowman a intrat cu numărul 22 și a mers imediat după Jacob Fatu (#12). Strowman l-a eliminat pe Fatu înainte de a fi eliminat de John Cena, care a intrat cu numărul 23. Cu Reigns și Cena având o confruntare în ring, CM Punk a intrat cu numărul 24, iar cei trei s-au privit unul pe altul. Seth "Freakin" Rollins a intrat cu numărul 25. Logan Paul a fost ultimul participant la locul 30. Cu toată lumeajos, Reigns și Rollins au încercat să se elimine unul pe celălalt, dar Punk s-a furișat din spate și i-a eliminat pe amândoi. Ultimii patru au fost Punk, Cena, Paul și Jey Uso (#20). Punk a fost eliminat de Paul. În afara ringului, Rollins i-a dat un Curb Stomp lui Reigns și apoi a început să-l atace pe Punk, în timp ce oficialii încercau să-i despartă pe cei trei bărbați. Rollins a lovit un al doilea Curb Stomp lui Reigns pe treptele de oțel înainte de a ieși din arenă. În timp ce Cena un AA asupra lui Paul, Jey l-a lovit cu un Superkick pe Paul, iar Cena l-a eliminat pe Logan Paul. Cena și Uso se luptau pe marginea ring-ului. Uso l-a lovit cu un Superkick pe Cena, care a rezistat. Cena a încercat un AA, dar Uso a aterizat cu picioarele în ring și apoi l-a dat pe Cena afară pentru a câștiga meciul, obținând un meci pentru titlul mondial la WrestleMania 41. La 1:20:15, acesta a devenit cel mai lung meci Royal Rumble organizat vreodată.